# Art immersif

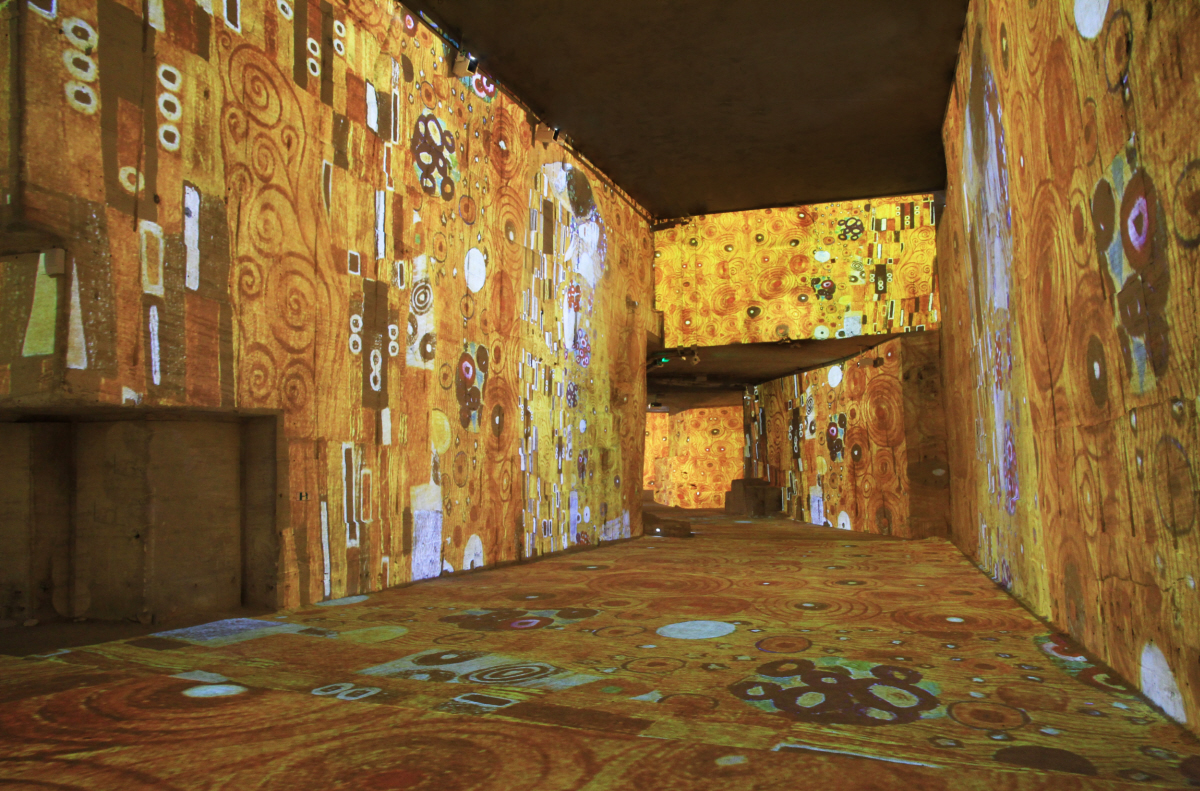
Klimt et Vienne, œuvre immersive des Carrières de Lumières, 2014

L'art immersif est la conception d'œuvres dans lesquelles le spectateur pénètre et séjourne. Les réalisations en réalité augmentée font partie de l'art immersif.

## Historique
L'art immersif contemporain compte parmi ses précurseurs le cinéma, qui exerçait dès ses débuts une forte impression sur le public.
Dès les années 1970, Albert Plécy image une « image totale » dans laquelle le spectateur pourrait se promener. Il fonde la Cathédrale d'images, devenue en 2012 les Carrières de Lumières. Le site organise des projections lumineuses d’œuvres d'art sur les parois d'une carrière de calcaire, aux Baux-de-Provence.
L'art immersif se développe tout particulièrement dans les années 2010. Un lieu consacré à l'art immersif, l'Atelier des Lumières, ouvre à Paris en 2018. Il connaît plusieurs expositions importantes en 2019, dont celle consacrée à Gustav Klimt qui attire 1,2 million de visiteurs.

## Analyse et réception
L'art immersif, par opposition à l'image traditionnelle en deux dimensions, plonge le spectateur dans une image qui remplit l'espace, telle une matière fluide. Le spectateur peut ainsi s'y déplacer en perdant le contact avec le monde réel.
L'art immersif offre ainsi au public une expérience nouvelle à une époque où chacun peut consulter les œuvres d'art traditionnelles sur un simple téléphone portable. Les musées cherchent à s'adapter à cette tendance : le Louvre propose une première expérience de réalité virtuelle lors d'une grande exposition consacrée à Léonard de Vinci en 2019.
Le spectateur perd toutefois le contact direct avec les œuvres, dont il bénéficie dans les musées traditionnels.

## Techniques

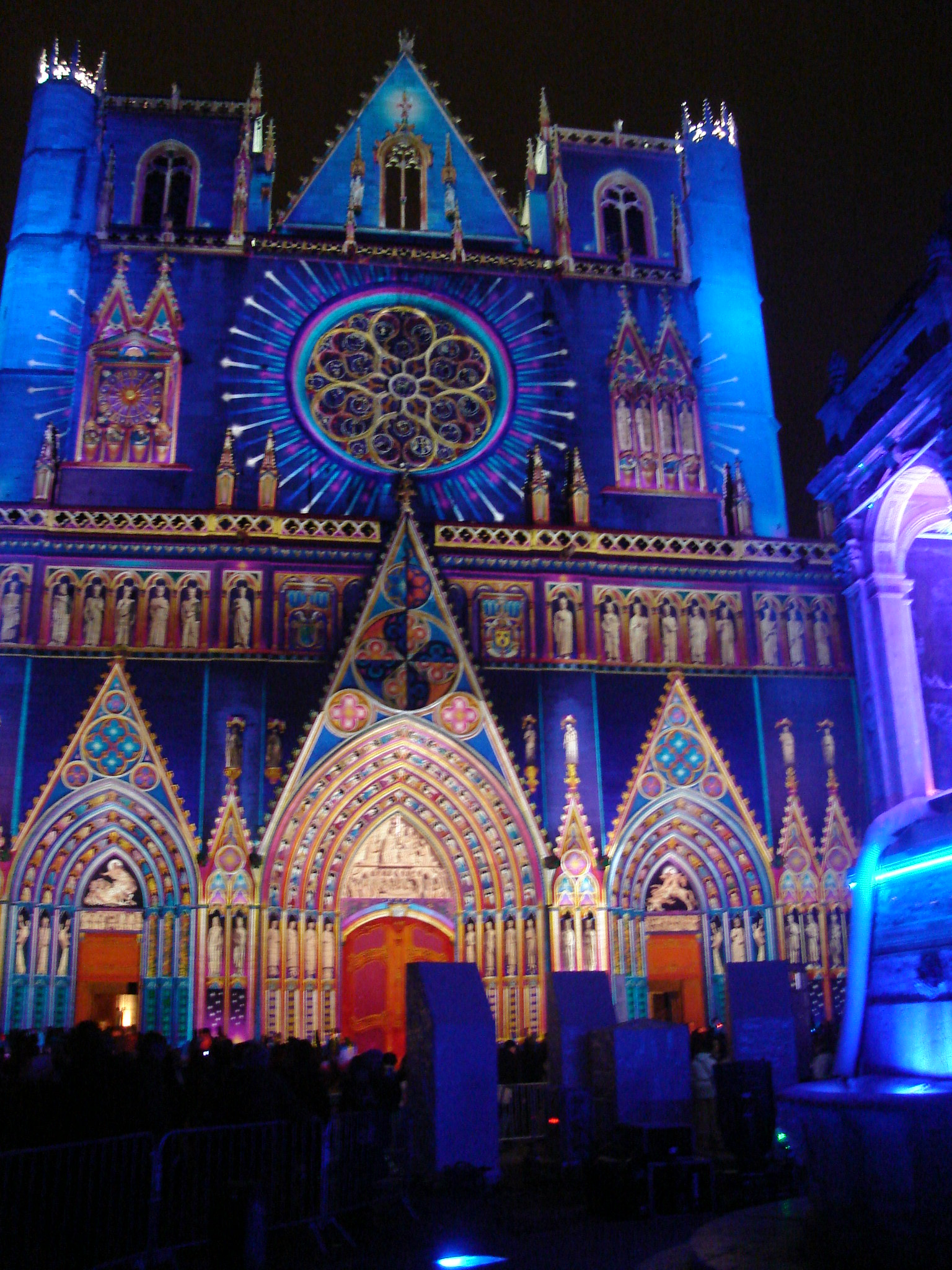
Mapping vidéo sur la cathédrale Saint-Jean de Lyon, lors de la Fête des Lumières, en 2008

L'art immersif utilise notamment le mapping vidéo, le digital design et la réalité virtuelle.
Le mapping vidéo projette des images de grande taille sur une surface en épousant son contour, voire son relief. Il est souvent utilisé sur un monument.
Le digital design est une sorte de sculpture numérique. Cette technique, aussi utilisée dans les centres commerciaux, permet de réaliser des installations visuelles numériques dans des espaces architecturaux.
La réalité virtuelle, dont les premières expérimentations remontent aux années 1990 mais qui se développe depuis 2014, est une expérience personnelle d'immersion dans un espace numérique convaincant, accessible à l'aide d'un casque.
Les immersions peuvent également se présenter sous la forme de parcours lumineux, où le spectateur déambule le plus souvent en extérieur sur un parcours statique ou interactif de plusieurs centaines de mètres, entouré par des projections vidéo, des éclairages créatifs, une ambiance sonore.

## Exemples d'œuvres immersives

### Physiques
- Infinity Mirror Room Fireflies on Water et les autres Infinity Mirror Room de Yayoi Kusama, salles aux murs recouvertes de miroir et au décor de lumières suspendues donnant au spectateur l'impression de perdre pied.

### Mixtes
Les réalisations de Culturespaces, tels que l'atelier des Lumières et les carrières de Lumières, sont des œuvres immersives où sont projetées des images numériques sur un espace physique englobant le spectateur.

### Numériques
- Osmose de Char Davies
- Frameless, ouvert en 2022 par la société Immersive Galleries UK, est le premier espace permanent d’arts immersifs de Londres[6],[7]. 4 galeries diffusent, avec un accompagnement musical, 40 reproductions de chefs d’œuvres de peintres tels que Cézanne, Kandinsky, Monet, Dalí, Van Gogh, Canaletto, Rembrandt et Klimt[7].